# Cântăreața cheală
Cântăreața cheală. Antipiesă (La Cantatrice chauve în limba franceză) este titlul  piesei de teatru de debut, scrisă în 1948 (a verifica acest an) în limba  franceză de Eugen Ionescu. Piesa  cu premiera în 11 mai 1950, afiliată curentului dramatic al teatrului absurdului, înfățișează perfect degenerarea rasei umane și a relațiilor dintre oameni. Antiteatrul s-a născut din dorința de a renunța la tematică, ideologie, realism-psihologic și filosofie. Ionescu inventează libertatea absolută prin renunțarea la prejudecăți și reguli. “Cântăreața cheală  a răzbătut cu greu in dramaturgie după ce a fost respinsă de numeroase companii teatrale. Stilul nonconformist ionescian a fost greu acceptat atât de critici, cât și de public pentru ca apoi să fie  considerată de critica literară ca fiind genială.
Piesa este aparent fără fir epic, aparent fără sens, are în centru problema lipsei de comunicare , specifică lui Eugen Ionescu.
Eugen Ionescu a avut meritul de a crea adevărata configurație a vieții - cea absurdă ("Cu toții suntem absurzi; nimeni nu recunoaște").

## Origine
Ionescu se decisese să învețe limba engleză, cu metoda Assimil. Uitându-se peste notițe, acesta a fost frapat de limbajul corect, logic, dar foarte steril și plin de platitudini. Ca atare, a luat replicile din manual și le-a ordonat într-o piesă de teatru.
Forma inițială a piesei a ieșit sub titlul Engleza fără profesor, care avea numai patru scene și un final diferit. Regizorul Nicolas Bataille menționează că forma s-a schimbat, inițial deoarece titlul L'anglais sans peine semăna cu al unei alte piese de Tristan Bernard, L'anglais tel qu'on le parle. În timpul unei repetiții, actorul care-l juca pe căpitanul de pompieri a avut un lapsus și în loc să vorbească de o cântăreață foarte blondă, sări câteva cuvinte și vorbi de una cheală, moment care îl inspiră pe autor să schimbe câteva replici la finalul piesei ca să justifice titlul nou-găsit.

## Sumar
| “ | Interior burghez englezesc, cu fotolii englezești. Seară englezească. Domnul Smith, englez, în fotoliul lui englezesc, încălțat cu papuci englezești, fumează din pipa sa englezească și citește un ziar englezesc lângă un șemineu englezesc în care arde un foc englezesc. Poartă ochelari englezești, mustăcioară căruntă englezească. Alături de el, într-un alt fotoliu englezesc, Doamna Smith, englezoaică, cârpește ciorapi englezești. Moment prelungit de tăcere englezească. Șaptesprezece bătăi englezești de pendulă englezească. | ” |

Familia Smith, o familie tradițională din Londra, are ca invitați pe familia Martin. Printre alții, căpitanul de pompieri îi va vizita de asemenea, și va recunoaște în servitoarea Mary o veche cunoștință.

## Premieră și recepție
Piesa a fost jucată pentru prima dată în mai 1950 la Théâtre des Noctambules în regia tânărului regizor Nicolas Bataille. În distribuție: Claude Mansard (Dl. Smith), Paulette Frantz (Dna. Smith), Odette Barrois (menajera), Nicolas Bataille (Dl. Martin), Simone Mozet (Dna. Martin), Henri-Jacques Huet (Căpitanul de Pompieri). După un număr mare de interpretări a devenit una dintre cele mai jucate piese din Franța, primind premiul Molière d'honneur.

## Adaptări
- 1959, Den skalliga primadonnan, film suedez
- 1961, Die kahle Sängerin, film german, regia Sylvain Dhomme, cu Manfred Heidmann, Inge Langen, Siegfried Wischnewski
- 1963, The Bald Primma Donna, episod în serialul britanic Festival, cu  Alison Leggatt, Laurence Hardy, Daphne Slater
- 1966, Den skaldede sangerinde, film danez, regia Søren Melson, cu Pouel Kern, Birgitte Federspiel, Henrik Wiehe
- 1966, The Bald Primma Donna, episoade în serialul britanic The Present Stage, adaptat de John Kershaw, regia David Hugh Jones
- 1967, Den skallete sangerinne , film norvegian, regia Arne Thomas Olsen, traducerea Elisabeth Thams, cu Lasse Kolstad, Merete Skavlan, Tor Stokke
- 1970, La cantant calba, episod în serialul spaniol Teatro catalán, regia Antonio Chic, cu  Joan Borràs, Enric Casamitjana, Roser Coscolla
- 1972, Celava pevacica, film iugoslav, regia Branko Plesa. cu Miodrag Radovanovic, Marija Milutinovic, Vlastimir 'Djuza' Stojiljkovic
- 1974, A Cantora Careca, film portughez, regia Herlander Peyroteo, cu Mário Alberto, Carlos Cabral, Mário Jacques
- 1980, La cantatrice chauve, film francez, regia Alexandre Tarta care l-a adaptat alături de Daniel Benoin, cu Raymond Paquet, François Berléand, Martine Logier
- 1994, Cântăreața cheală, operă de cameră de Dan Voiculescu (compozitor)
- 2007, La cantatrice chauve, film francez, regia Vincent Bataillon, cu Mireille Herbstmeyer, Jean-Louis Grinfeld, Elisabeth Mazev
- 2008, Cântăreața cheală, teatrul radiofonic, regia Gavriil Pinte, cu Rodica Mandache, Mircea Constantinescu, Emilia Popescu, Dan Condurache, Gabriela Popescu, Petre Lupu, Antoaneta Zaharia[4]